# Čitanje runa
Čitanje runa je okultna znanost koja zahtijeva znanje i iskustvo. Rune su magični alfabet koji se koristi za liječenje, proricanje i bacanje uroka. Navodno, predstavljaju jaki magijski sustav, poznat ljudima više od 1500 godina, iako je nepoznato njihovo točno podrijetlo.
U početku rune su predstavljale način bilježenja, no kako su ih rijetki znali čitati, s vremenom su postale tajanstveni i magični ritualni artefakt čijim znanjem i tumačenjem su ovladali rijetki vješti pojedinci, koji su smatrani šamanima i čarobnjacima.
Proricanje iz runa bilo je rasprostranjeno osobito kod germanskih naroda na sjeveru (Skandinavija), odakle se, seobama naroda, proširilo i na područje današnje Njemačke i među anglosaksonskim plemenima.

## Vrste runa
Rune se tradicionalno ispisuju na komadiću drveta ili sitnih kostiju; ima ih ukupno dvadeset i četiri uz jedan prazan. Postoji više vrsta runa, a najznačajnije su:
- Stariji Futhark – sastoji se od 24 znaka koja su podijeljena u tri grupe (aetti) po osam znakova.
- Mlađi (ili danski) Futhark – nastao je između 600. i 850. godine, a sastoji se od samo šesnaest runa.
- Anglosaksonski Futhark – tradicionalno se sastoji od 28 runa, no s vremenom mu je, u nekim varijacijama, dodano još runa pa može imati i do 33 rune.

## Proricanje iz runa
Osoba koja postavlja pitanje treba posložiti pločice u krug, okrenute licem prema stolu, ostavljajući jednu u sredini koja predstavlja osobu kojoj se gata. Rune, slično kao i kod drugih metoda proricanja, predstavljaju prošlost, sadašnjost i budućnost osobe. Kod proricanja bitna je koncentracija i zaštičenost mjesta na kojem se obavlja proricanje.